# Pournoy-la-Chétive
Pournoy-la-Chétive là một xã trong vùng Grand Est, thuộc tỉnh Moselle, quận Metz-Campagne, tổng Verny. Tọa độ địa lý của xã là 49° 01' vĩ độ bắc, 06° 09' kinh độ đông. Pournoy-la-Chétive nằm trên độ cao trung bình là 190 mét trên mực nước biển, có điểm thấp nhất là 171 mét và điểm cao nhất là 197 mét. Xã có diện tích 2,56 km², dân số vào thời điểm 1999 là 666 người; mật độ dân số là 260 người/km².

## Thông tin nhân khẩu
| 1962 | 1968 | 1975 | 1982 | 1990 | 1999 |
| ---- | ---- | ---- | ---- | ---- | ---- |
| 152  | 170  | 345  | 563  | 520  | 666  |